# 陀地驅魔人
《陀地驅魔人》（英文：Keeper of Darkness）是張家輝自導自演，黃偉亮任動作指導，楊倩玲撰寫劇本的香港恐怖電影，由張家輝、張繼聰、郭采潔、蔡思貝等主演，天下一電影製作、UFO電影人製作出品。於2015年11月26日上映，該片開畫日票房為105萬，成了當日的單日票房冠軍；也打破了當季華語片香港開畫票房冠軍。
本片亦因題材關係（鬼片）而未能在中国上映。

## 故事簡介
黃永發，生活在中上環一帶的驅鬼大師。他不但能看見鬼魂，與鬼魂溝通談判，更能「看到」鬼魂死前的痛苦經歷！他認為鬼的怨氣要化解不宜捕捉，故此他不用符咒，只靠他的一張嘴，那些驅鬼實況更讓好友阿蔥攝錄下來，上載至短片分享網站，點擊率極高！
成為了網絡紅人的發仔，引起了狗仔隊記者紫寧的好奇，並希望藉著報導發仔真實的驅鬼過程而成名！紫寧為求探索新聞，不惜惹鬼上身，幾乎喪命，幸得發仔出手相救，同時也被他痛斥：人鬼同一個世界，應互相尊重。自此之後，紫寧對發仔的興趣反而更大，暗生傾慕。不過，她在調查發仔身世時，竟發現發仔正與女鬼江雪同居！原來江雪在發仔年幼喪母前已跟他在一起，一人一鬼發展出一段既是親人又像情侶的關係。
一次，發仔因驅鬼工作的關係，碰上了惡鬼黑哥。黑哥為了尋仇而四出殺害靈媒，最後更威脅發仔幫他找出仇人。發仔唯有依靠黑哥死前的「片段」作為線索，希望逐步找出他的怨氣來源及真相......同時，阿雪投胎之時亦到，要是錯過了機會，她便永遠成為孤魂野鬼。阿雪不忍離開發仔，寧願留下來，可惜遭他極力反對。阿雪唯有幫他四出尋找好朋友/女孩，希望把發仔把對她的情「寄托」給她們，而江雪看中了不斷追訪發仔的紫寧為目標。
惡鬼黑哥的壓力逐漸迫近，江雪投胎之日也將至，發仔面臨了人生的終極挑戰。

## 角色介紹

### 主要演員
| 演員姓名                               | 角色名稱       | 介紹                                      |
| 張家輝 彭梓浩（六歲） 杜國豪（十五歲） | 黃永發（發仔） | 太乙伏魔天尊座下金童托世 捉鬼大師         |
| 張繼聰                                 | 阿葱           | 發助手                                    |
| 郭采潔                                 | 江雪           | 女鬼 照顧著發仔長大，與發仔情同親人及情侶 |
| 蔡思貝                                 | 方紫寧         | 記者                                      |
| 張淑武                                 | 黑哥           | 惡鬼                                      |

### 其他演員
| 演員姓名        | 角色名稱               | 介紹                         |
| 姜皓文          | 西環「白面昆」（坤哥） | 活躍西環的江湖大佬           |
| 林嘉欣          | 「發仔」母親           |                              |
| 余文樂          | 劉江（六十時代）       |                              |
| 吳浩康          | CID                    |                              |
| 黃竣峰          | CID                    |                              |
| 廖奕舜          | CID                    |                              |
| 甄詠蓓          | 精神科醫生             | 鬼上身的太太                 |
| 吳啟華          | 精神科醫生丈夫         | 因太太鬼上身而找「發仔」幫忙 |
| 瑪麗娜·D·努拉斯 | 醫生家菲傭             |                              |
| 錢嘉樂          | 四川能讓大法師         |                              |
| 謝雪心          | 紅姑                   | 問米婆                       |
| 江美儀          | 「江雪」的老闆娘       |                              |
| 黃智賢          | 「江雪」的老闆         |                              |
| 張慧儀          | 黑哥妻子               |                              |
| 張錦程          | 雙修神棍               | 好色法師                     |
| 周淑慧          | 雙修助理               |                              |
| 王雨泓          | 神壇少女               |                              |
| 朱健鈞          | 戀童癖社工             | 於戲內對「六歲發仔」手淫     |
| 湯加文          | 七十一靚女             | 自帶陰陽眼                   |
| 劉偉強          | 導演                   |                              |
| 張學友          | 死神                   |                              |

鄧子超飾演九叔

## 票房
| 日期        | 時期   | 累積票房     |
| 26/11       | 開畫日 | $ 1,057,372  |
| 26-29/11    | 首週   | $ 5,532,218  |
| 30/11-06/12 | 第2週  | $ 6,084,803  |
| 07-13/12    | 第3週  | $ 15,137,302 |

## 獎項及提名
| 獎項                       | 類別         | 名字           | 結果 |
| -------------------------- | ------------ | -------------- | ---- |
| 第35屆香港電影金像獎       | 最佳男主角   | 張家輝         | 提名 |
| 第35屆香港電影金像獎       | 最佳男配角   | 張繼聰         | 提名 |
| 第35屆香港電影金像獎       | 最佳新演員   | 蔡思貝         | 提名 |
| 第35屆香港電影金像獎       | 最佳音響效果 | 曾景祥、李耀強 | 提名 |
| 第35屆香港電影金像獎       | 最佳視覺效果 | 伊諾、黎子飛   | 提名 |
| 第35屆香港電影金像獎       | 新晉導演     | 張家輝         | 提名 |
| 第22屆香港电影评论学会大奖 | 推荐电影     |                | 獲獎 |
| 第22屆香港电影评论学会大奖 | 最佳男演員   | 張家輝         | 提名 |
| 第11屆金話梅電影選舉       | 最爛場面     | 陰間離別       | 提名 |
| 第11屆金話梅電影選舉       | 最爛女主角   | 蔡思貝         | 獲獎 |

## 外部連結
- YouTube上的驅魔人心聲--張家輝 (主題曲)
- 陀地驅魔人的Facebook專頁
- 《陀地驅魔人 （页面存档备份，存于）》在香港雅虎的電影頁面（繁體中文）
- Yahoo奇摩電影上《陀地驅魔人》的資料（繁體中文）
- 開眼電影網上《陀地驅魔人》的資料（繁體中文）
- 香港影庫上《陀地驅魔人》的資料（繁體中文）
- 时光网上《陀地驅魔人》的資料（简体中文）
- 豆瓣电影上《陀地驅魔人》的資料 （简体中文）
- AllMovie上《陀地驅魔人》的资料（英文）
- 互联网电影数据库（IMDb）上《陀地驅魔人》的资料（英文）